# 小行星1124
小行星1124（1124 Stroobantia）是一颗围绕太阳公转的小行星。1928年10月6日，歐仁·約瑟夫·德爾波特在于克勒发现了此天体。
該小行星以比利時天文學家保羅·斯特羅賓特（Paul Stroobant）命名。
这颗小行星的绝对星等为10.87等。